# Georg Schnéevoigt
Georg Schnéevoigt   (Víborg, 8 de novembre de 1872 - Malmö, 28 de novembre de 1947) fou un director d'orquestra i violoncel·lista finès.
Estudià a Hèlsinki, Leipzig, Brussel·les, Dresden i Viena. Inicià la seva carrera com a violoncel·lista i després es dedicà a la direcció d'orquestra des del 1901. Dirigí moltes orquestres europees i promocionà diversos grups i iniciatives musicals. Treballà activament als Estats Units (1927/29) en els quals recollí crítiques de tota mena (favorables i contraries)).
El 1930 s'establí a Malmö (Suècia), on dirigí fins a la seva mort la "Konserthuorkester".